# Абдулаев, Руслан Джабраилович
Руслан Джабраилович Абдулаев (род. 13 сентября 1994, с. Новый Чиркей, Кизилюртовский район, Дагестан) — российский спортсмен, выступающий в грэпплинге и джиу-джитсу. Шестикратный чемпион мира по грэпплингу (2015, 2016, 2017 (дважды), 2018, 2019). Чемпион Европы по грэпплингу UWW (2015). Чемпион Европы по грэпплингу ADCC (2017). Чемпион Европы по джиу-джитсу (2017). Многократный чемпион России по грэпплингу и джиу-джитсу. Мастер спорта России международного класса.

## Биография
Родился 13 сентября 1994 года в селе Новый Чиркей Кизилюртовского района Дагестана. Аварец.
Окончил экологический факультет РГПУ имени А. И. Герцена.
Начал заниматься грэпплингом в 2013 году. До этого занимался вольной и греко-римской борьбой, тайским боксом.
С 2015 по 2019 год принял участие в пяти чемпионатах мира по грэпплингу, где выиграл шесть золотых медалей (в 2017 году победил в разделах Gi и No-Gi). Выступал в весовых категориях до 92 кг и свыше 100 кг.
В 2015 году получил звание «Мастер спорта России» по спортивной борьбе (грэпплингу), в 2016 году — «Мастер спорта России международного класса» по спортивной борьбе (грэпплингу). В 2018 году также стал мастером спорта России по джиу-джитсу.
Включён в Зал славы Всероссийской федерации грэпплинга. Является самым титулованным грэпплером России по версии UWW.
5 февраля 2021 годы был дисквалифицирован на 4 года за употребление анаболических веществ. Срок дисквалификации отсчитывается с 6 ноября 2020 года.
В конце 2022 года принял решение перейти в смешанные единоборства.

## Достижения

### Грэпплинг
- Чемпион России 2015 (92 кг no-gi)[10]
- Чемпион Европы 2015 (92 кг)[11]
- Чемпион мира 2015 (92 кг no-gi)
- Двукратный чемпион России 2016 (92 кг gi и no-gi)[12]
- Чемпион мира 2016 (92 кг no-gi)[13]
- Чемпион России 2017 ADCC (свыше 99 кг no-gi)
- Чемпион Европы 2017 ADCC (свыше 99 кг)[14]
- Двукратный чемпион мира 2017 (свыше 100 кг gi и no-gi)[15]
- Чемпион России 2018 (свыше 100 кг)
- Чемпион мира 2018 (свыше 100 кг gi)[16]
- Чемпион мира 2019 (свыше 100 кг no-gi)[17]

### Джиу-джитсу
- Чемпион России 2014 (94 кг newaza)
- Чемпион Европы 2017 (94 кг newaza)[18]